# Василь Драгомирецький
Василь Драгомирецький — український громадсько-політичний діяч, дипломат. Керуючий Посольством УНР в Болгарії, дипломатичний агент УНР в Софії. (1919–1920).

## Біографія
Народився на Галичині. Працював урядовцем Міністерства внутрішніх справ у Петербурзі.
У 1918–1921 рр. — старший секретар Посольства Української Держави в Болгарії.
З вересня 1918 р. був членом спеціальної комісії у справах репатріації українських військовополонених.
З 6 вересня 1919 року після відставки Федора Шульги призначений керуючим справами посольства УНР в Болгарії.
Віденський часопис «Воля», звинуватив Василя Драгомирецького у «русофільській політиці», на що той відповів своїм листом: «Я не перечу, що за увесь час дуже важкого тут становища я може де в чому помилявся, але я ніколи не дозволив би собі знизитись до нікчемної ролі зрадника тому ділу, якому свято взявся служити. В справах службових, а особливо дипломатичних, я керуюсь виключно тільки наказами мого уряду, законним представником якого вважаю Директорією і її голову отамана Петлюру. Я не стою в числі визначних українських діячів, я простий шеренговий, але я гадаю і в цьому я певен, що українську справу в Болгарії веду гідно і що від українського уряду, коли він придивиться до моєї роботи ближче, я не зустріну ніякого докору. Вважайте мене чим хочете, але зрадником тому ділу, якому взявся служити, я ніколи не був і не буду».
У 1919–1920 рр. — брав участь в роботі Українського Товариства Червоного Хреста в Болгарії.
У липні 1921 року після перевірки його діяльності наказом Міністра закордонних справ УНР Андрія Ніковського був звільнений з посади.
В еміграції жив у Болгарії та Чехословаччині. Член низки українських громадських організацій у Болгарії.